# Chloraea bletioides
Chloraea bletioides, llamada popularmente pico de loro, es una orquídea de hábito terrestre endémica de Chile. Se distribuye en el centro del país: desde la provincia de Aconcagua hasta Concepción, también se encuentra con frecuencia en la costa de Valparaíso, así como en las cordilleras bajas (alrededor de Santiago: Salto de Conchalí, Manquehue, Peñalolén). En altitudes desde el nivel del mar hasta los 500 metros.

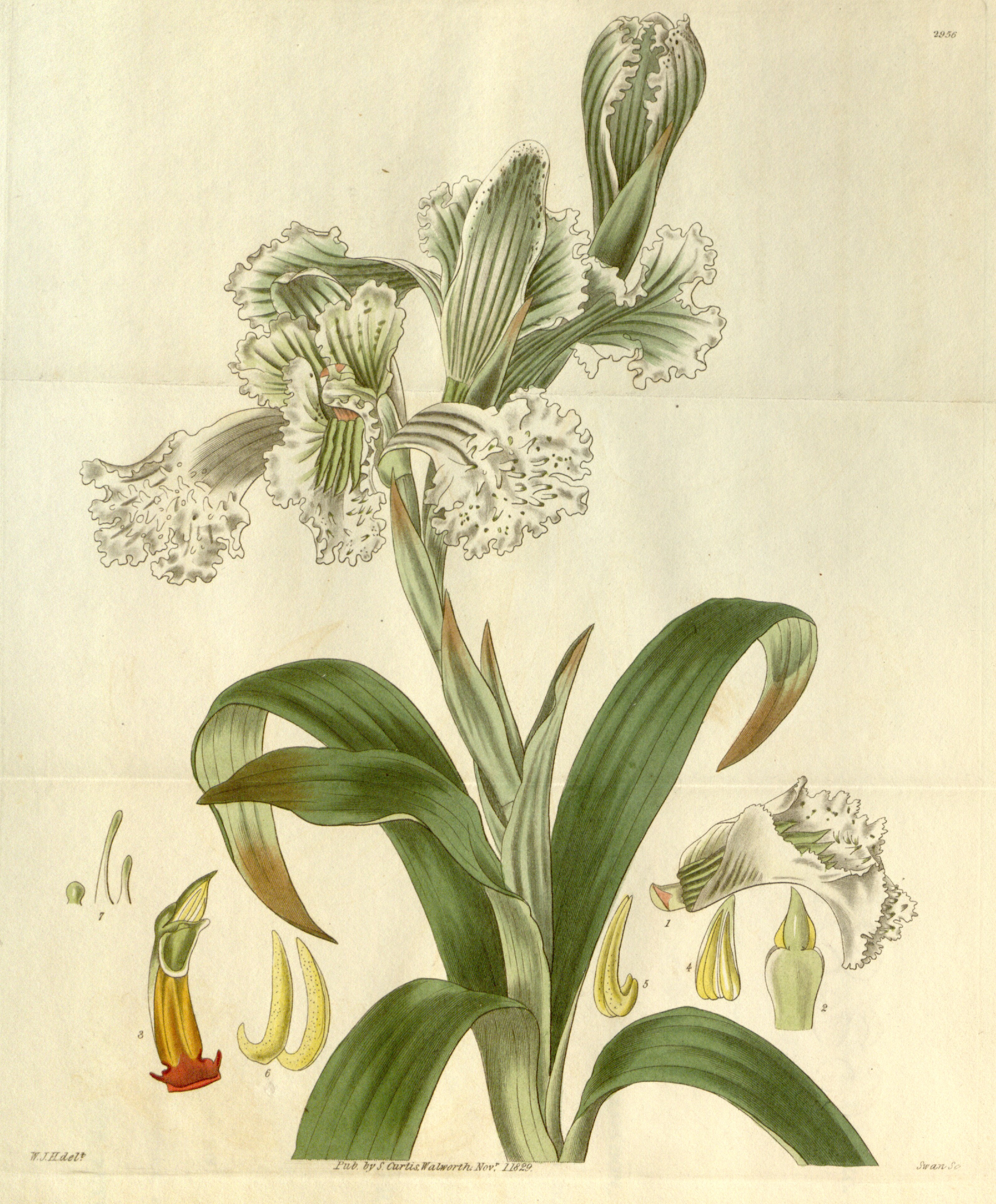
Ilustración de Curtis's Botanical Magazine.

## Descripción
Especie perenne de hábito terrestre que alcanza unos 60 cm de altura. Tiene hojas oblongas de 8 a 10 cm de largo que se secan antes de la floración. Inflorescencia erecta con 1 a 5 flores de pétalos blancos con cinco nervaduras verdes. Florece en octubre y noviembre (primavera en el hemisferio austral).

## Taxonomía
Chloraea bletioides fue descrita por John Lindley y publicado en The Quarterly Journal of Science, Literature, and the Arts 1: 50. 1827
Etimología
Ver: Chloraea
bletioides: epíteto latino  que significa "similar al género Bletia".
Sinonimia
- Asarca bletiodes (Lindl.) Kuntze, Revis. Gen. Pl. 2: 652 (1891).
- Ulantha grandiflora Hook., Bot. Mag. 57: t. 2990 (1830).
- Chloraea affinis Lindl., J. Bot. (Hooker) 1: 4 (1834).
- Chloraea ulanthoides Lindl., Gen. Sp. Orchid. Pl.: 404 (1840).
- Asarca affinis (Lindl.) Kuntze, Revis. Gen. Pl. 2: 652 (1891).
- Chloraea ulantha Rolfe, Bull. Misc. Inform. Kew 1893: 278 (1893).
- Chloraea grandis Kraenzl., Orchid. Gen. Sp. 2: 58 (1903).
- Chloraea ulanthoides var. grandis (Kraenzl.) Reiche, Anales Mus. Nac. Santiago de Chile 18: 24 (1910).[5]